# Ansio.lexo.dormipoc
Ansio.lexo.dormipoc è un album di Renato Pareti pubblicato dalla Fonit Cetra nel 1979.

## Tracce
Lato A
1. Barbie
2. Meteor baby
3. Gay
4. I Wanna be Music

Lato B
1. Più in alto
2. Corso Roma
3. Ansio-Lexo-Dormipoc

## Formazione
- Renato Pareti – voce, cori, tastiera
- Massimo Luca – chitarra, cori
- Vince Tempera – tastiera
- Claudio Bazzari – chitarra
- Cosimo Fabiano – basso
- Sergio Parisini – tastiera
- Julius Farmer – basso
- Ellade Bandini – batteria